# Fort Valley (Virginie)
Pour les articles homonymes, voir Fort Valley.

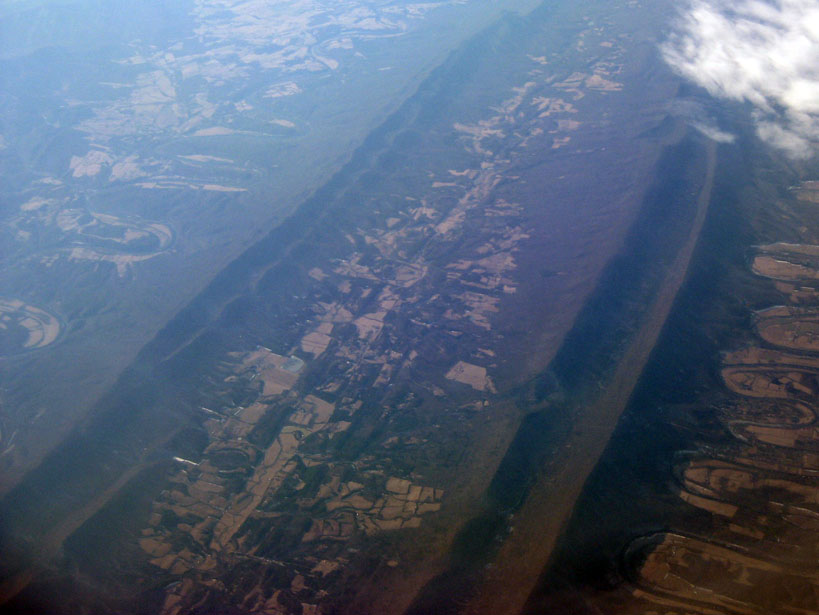
Photo aérienne de Fort Valley, face au sud, avec les fourches nord (à droite) et sud (à gauche) de la rivière Shenandoah visibles. février 2009

Fort Valley est une vallée américaine située dans le comté de Shenandoah, en Virginie. C'est là qu'ont lieu chaque année le départ et l'arrivée de la Massanutten Mountain Trails 100 Mile Run, un ultra-trail de 100 milles.